# Stebnícka Huta
Stebnícka Huta (węg. Esztebnekhuta, do 1899 Sztebnikhuta) – wieś na Słowacji w kraju preszowskim, powiecie Bardejów. Od północy wieś graniczy z Polską, z powiatem gorlickim. Położona jest wzdłuż potoku Rosucká voda. Pierwsza wzmianka o Stebníckiej Hucie pojawiła się w 1600.
W Stebníckiej Hucie znajdują się dwa wyciągi narciarskie, które działały do 2015 roku.